# 韦道伊 (阿拉巴马州)
韦道伊（英語：Wedowee），是美国阿拉巴马州下属的一座城市。面积约为3.49平方英里（约合9.05平方公里）。根据2010年美国人口普查，该市有人口823人，人口密度为235.55/平方英里（约合90.94/平方公里）。